# Soledad del Poniente
Soledad del Poniente är en ort i Mexiko.   Den ligger i kommunen Tancítaro och delstaten Michoacán de Ocampo, i den södra delen av landet, 300 km väster om huvudstaden Mexico City. Soledad del Poniente ligger 1 886 meter över havet och antalet invånare är 382.
Terrängen runt Soledad del Poniente är huvudsakligen kuperad, men österut är den bergig. Runt Soledad del Poniente är det ganska glesbefolkat, med 35 invånare per kvadratkilometer. Närmaste större samhälle är Tancítaro, 9,0 km sydost om Soledad del Poniente. I omgivningarna runt Soledad del Poniente växer i huvudsak blandskog.